# Ralt
Ralt es una empresa británica fabricante de chasis para automóviles de competición especializada en la fabricación de chasis de monoplazas para Fórmula 2 y Fórmula 3, llegando también a ser fabricado un chasis para Fórmula 3000. Fue fundada en el año 1974 por un exsocio de la antigua escudería Brabham, Ron Tauranac, quien se aliara a su hermano Austin Lewis Tauranac. Justamente, el término Ralt son las siglas de los nombres de ambos hermanos (Ron & Austin Lewis Tauranac). Tauranac terminaría vendiendo su empresa a la March Engineering en el año 1988, al no poder revertir la agresiva campaña emprendida por su rival Reynard, en la provisión de chasis de Fórmula 3000. Sin embargo, March terminaría dando independencia a esta marca en 1993, luego de venderla parcialmente a los entusiastas empresarios Andrew Fitton y Steve Ward, con el consentimiento de Tauranac.

## Modelos fabricados
- Ralt RT1 (1974-1978). Utilizado en Fórmula 2, Fórmula 3 y Fórmula Atlantic
- Ralt RT2 (1979). Utilizado en Fórmula 2.
- Ralt RT3 (1979). Basado en el RT2 y utilizado en Fórmula 3
- Ralt RT4 (1979). Basado en el RT2 y utilizado en Formula Atlantic
- Ralt RT5 (1979). Basado en el RT2  y utilizado en Formula Super Vee
- Ralt RH6 (1980 - 1986). Desarrollo conjunto con Honda para Fórmula 2
- Ralt RB20 (1985). Utilizado en Fórmula 3000.
- Ralt RT20 (1986). Utilizado en Fórmula 3000.
- Ralt RT21 (1987). Utilizado en Fórmula 3000.
- Ralt RT22 (1988). Utilizado en Fórmula 3000.
- Ralt RT23 (1989). Utilizado en Fórmula 3000.
- Ralt RT24 (1990). Utilizado en Fórmula 3000.
- Ralt RT30 (1984 - 1986). Utilizado en Fórmula 3
- Ralt RT31 (1987). Utilizado en Fórmula 3
- Ralt RT32 (1988). Utilizado en Fórmula 3
- Ralt RT33 (1989). Utilizado en Fórmula 3
- Ralt RT34 (1990). Utilizado en Fórmula 3
- Ralt RT35 (1991). Utilizado en Fórmula 3
- Ralt RT36 (1992). Utilizado en Fórmula 3
- Ralt RT37 (1993). Utilizado en Fórmula 3
- Ralt RT40 (1995-actualidad). Utilizado en Fórmula Atlantic
- Ralt RT41 (1998-actualidad). Utilizado en Fórmula Atlantic